# Campanula bellidifolia
Campanula bellidifolia là loài thực vật có hoa trong họ Hoa chuông. Loài này được Adam mô tả khoa học đầu tiên năm 1805.